# Slangenbeet
Een slangenbeet is een beet door een slang. Een beet door een niet-giftige slang is medisch gezien gewoon een bijtwond; een beet van een gifslang vergt een specifieke behandeling.

## Slangenbeten naar regio

### België en Nederland
De enige gifslang in België en Nederland is de adder (Vipera berus). Slangenbeten komen in de lage landen dan ook weinig voor; ze zijn meestal het gevolg van een poging een slang te vangen of op te pakken. De laatste adderbeet met dodelijke afloop in Nederland of België is tientallen jaren geleden. Wel worden reptielenhouders soms gebeten door hun eigen gifslangen.

### Afrika en Azië
In Afrika en Azië komen slangenbeten veel voor, vaak ook met dodelijke afloop. Hier gaat het vaak om blootsvoets lopende mensen die onbedoeld op een slang trappen. Wereldwijd sterven naar schatting jaarlijks enige tienduizenden mensen aan een slangenbeet. Harde gegevens hierover zijn echter schaars. De voornaamste gifslangen die dodelijke slachtoffers maken zijn Echis-soorten (zaagschubadders) in Noord-Afrika, Bothrops asper en B. atrox (lanspuntslang) in Centraal- en Zuid-Amerika, en Naja soorten (cobra's) en Bungarus soorten (kraits) in Azië.

## Behandeling
Voor een succesvolle behandeling is het van groot belang dat de slang wordt geïdentificeerd. Een signalement, of idealiter de bijtende slang zelf, de vorm van de wond (afstand van de prikgaatjes) en kennis van de lokale situatie (welke slangen komen er voor) helpen hierbij. Als de slang bekend is kan soms een beschikbaar antiserum worden gegeven dat de ernst van de gevolgen van de beet verzacht. In Nederland hebben dierentuinen (Artis, Blijdorp, reptielenzoo's bijvoorbeeld Serpo te Delft) en gespecialiseerde ziekenhuizen de nodige kennis en antisera ter beschikking. In het Havenziekenhuis te Rotterdam zijn in 2006 bijvoorbeeld drie patiënten behandeld en in 2007 tot september twee patiënten met slangenbeten. In gebieden waar zeer gevaarlijke slangen voorkomen is echter de afstand tot het dichtstbijzijnde ziekenhuis vaak te groot om op tijd te kunnen behandelen.